# هبوب

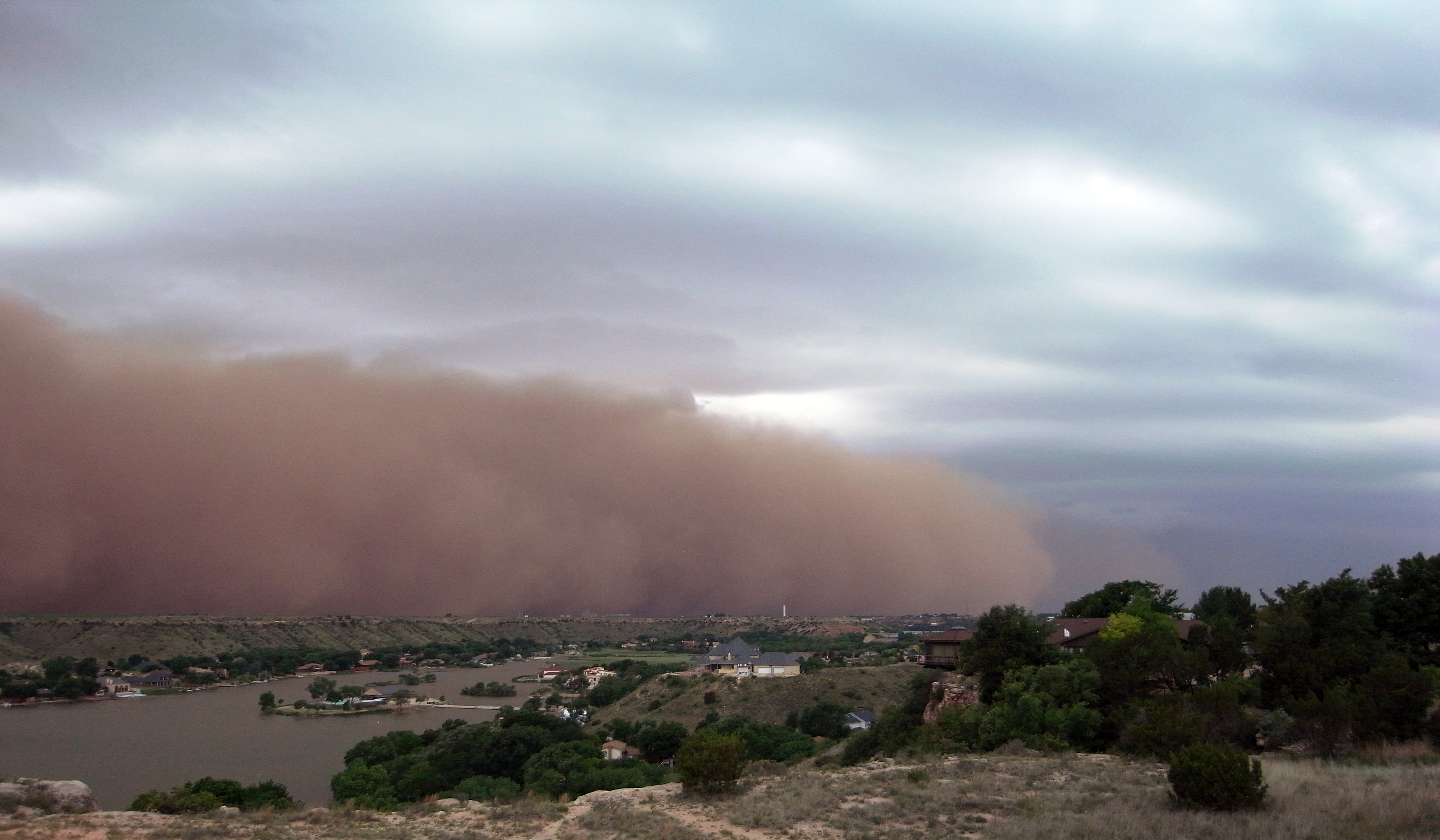
یك هبوب در طوللیانو ایتاکادو به سمت یلو کانیون، در نزدیكی اجتماع مسكونی رنسوم کانیون، تگزاس (۱۸ ژوئن ۲۰۰۹)

هبوب (عربی: هَبوب) نوعی طوفان گرد و غبار شدید است که بر روی جریان جوی بر اساس نیروی جاذبه انجام می شود، همچنین به عنوان جبهه هوا شناخته می شود. هبوب‌ها به طور معمول در مناطق خشکی در سراسر جهان رخ می دهد. 

## شرح
در طی طوفان رعد و برق، وزش باد در جهت خلاف حرکت طوفان حرکت می کند و از همه جهات به سمت رعد و برق حرکت می کند. هنگامی که توفان متلاشی می شود و بارندگی آغاز می شود، جهت های باد معکوس شده، از طوفان به سمت بیرون حرکت می کنند و عموماً در مسیر سفر طوفان شدیدترین نیروها را نشان می دهند.   
هنگامی که این جریان شدید هوای سرد به سطح زمین می رسد، گل، خاک رس (گرد و غبار) را از سطح بیابان به بالا برده و دیواره ای از رسوب ایجاد را در جلوی طوفان ایجاد می‌کند. این دیواره گرد و غبار می تواند تا ۱۰۰ کیلومتر (۶۲ مایل)     عرض و چند کیلومتر ارتفاع داشته‌باشد. هبوب‌های بسیار قوی می‌توانند با بادهای شدید ، اغلب با ۳۵–۱۰۰ کیلومتر بر ساعت (۲۲–۶۲ مایل بر ساعت) تا ۳۵–۱۰۰ کیلومتر بر ساعت (۲۲–۶۲ مایل بر ساعت) حرکت کنند، و ممکن است با زمان هشدار کم یا بدون زمان هشدار نزدیک شوند. غالباً باران در سطح زمین ظاهر نمی شود زیرا در هوای گرم و خشک تبخیر می شود (در اثر پدیده‌ای به نام میلابی). تبخیر هوای تند را خنک کرده و باعث تسریع جریان  آن می شود. گاهی هنگامی که باران تدوام می یابد، مقدار زیادی گرد و غبار را با خود به همراه دارد. در موارد شدید طوفان گل به‌وجود می‌آورد. محافظت از سیستم چشم و تنفسی برای افراد بیرون از خانه، توصیه می شود. در طی هبوب‌های بسیار قوی رفتن پناهگاه  توصیه می شود. 